# Itaparica
Itaparica este un oraș în statul Bahia (BA) din Brazilia.